# Dendrobium ovipostoriferum
Dendrobium ovipostoriferum är en orkidéart som beskrevs av Johannes Jacobus Smith. Dendrobium ovipostoriferum ingår i släktet Dendrobium, och familjen orkidéer. Inga underarter finns listade i Catalogue of Life.